# حفرة الشفة الخلقية
حفر الشفة الخلقية Congenital lip pit (المعروف أيضا باسم «الجيوب الأنفية الخلقية في الشفة السفلى،»  «شفة الجيوب الأنفية،»  و «الجيوب الأنفية خط الوسط من الشفة العليا» ) هو اضطراب خلقي يتميز بوجود حفر ومن المحتمل يرتبط ناسور في الشفتين. أنها غالبا ما تكون وراثية، ويمكن أن تحدث وحدها أو بالاشتراك مع الشفة المشقوقة والحنك، ووصف متلازمة فان دير وود.
وهي تنقسم إلى ثلاثة أنواع على أساس موقعها:

- الصواري.
- الشفة العلوية.
- الشفة السفلية.

يعتبر حفر الشفة والحنك أحد العيوب الخلقية المنتشرة. هو مرض جسمي قاهر يتصف بانخفاض حفر الشفة مع أو بدون شق الشفة و / أو الحنك المشقوق.
وإن كانت هذه العيوب الخلقية تنحصر إلى حد ما في مناطق معينة وتلعب الوراثة فيها دورا كبيرا إلا أن هنالك أسباب مكتسبة قد تسبب حدوث هذا النوع من العيوب الخلقية وذلك إذا ما توفرت في فترة الحمل.

## الأسباب
حفر الشفاه يكون شائع لان بعض الغدد اللعابية تصب فيها، الأمر الذي يؤدي إلى تدفق اللعاب من شفة الحفر. أعتبر هذا النوع من التشوهات الخلقية عيبا بنيويا لأنه ناتج من عدم قدرة بعض النتوءات الأصلية أو النمائية الموجودة في منطقة الشق على الاندماج في فترة تكون الجنين وبالأخص في الأشهر الثلاثة الأولى من الحمل، وينتج عن ذلك خلل في بعض وظائف الجسم الفسيولوجية مثل السمع والنطق الصحيح والمضغ والبلع والنمو الطبيعي للفك العلوي والأعضاء المتعلقة به أو القريبة منه مثل الأنف وبالتالي المظهر العام للوجه إضافة إلى ما يسببه هذا العيب من تأثير نفسي على المصاب وأهله.

## العلاج
يقول الأطباء والاختصاصيون أن نتائج العلاج تعتمد على درجة وتعقيد الشق أو الحفرة وحجمها وعلى الوقت الذي بدأ فيه المصاب العلاج، فكلما كانت البداية مبكرة كلما كانت النتيجة أفضل.